# Distrikt Mayuge
Mayuge ist ein Distrikt in Ostuganda. Die Hauptstadt des Distrikts ist Mayuge.

## Lage
Der Distrikt Mayuge grenzt im Norden an den Distrikt Iganga, im Nordosten an den Distrikt Bugiri, im Osten an den Distrikt Namayingo und im Westen an den Distrikt Jinja. Ein großer Teil der Fläche besteht aus offenem Wasser des Viktoriasees. Es wird geschätzt, dass dies 77 % der Gesamtfläche des Distrikts ausmacht. Weitere 10 % des Distrikts sind geschützte nationale Waldreservate. Der Distrikt hat viele Inseln, die derzeit von ständigen und wandernden Fischern besetzt sind. Dazu gehören die Inseln Seguti, Dagusi, Vumba, Kaza, Nambuga und Simu. Die Inseln sind alle leicht mit dem Motorboot oder Kanu zu erreichen.

## Geschichte
Der Distrikt entstand 2010 aus Teilen des Distrikt Iganga.

## Demografie
Im Jahr 2014 hatte der Distrikt 473.239 Einwohner.
| Zensusjahr | Einwohnerzahl |
| ---------- | ------------- |
| 1994       | 216.849       |
| 2002       | 324.674       |
| 2014       | 473.239       |

## Wirtschaft
Aufgrund der fruchtbaren Böden und des günstigen Klimas verfügt der Bezirk Mayuge über ein großes landwirtschaftliches Potenzial. Da offenes Wasser und natürliche Waldreservate schätzungsweise 87 Prozent der Fläche des Distrikts einnehmen, wurde durch die zunehmende Bevölkerung ein erheblicher Druck auf das Land ausgeübt. Der größte Teil der Landwirtschaft im Bezirk ist auf Subsistenzniveau. Die Fischerei ist eine weitere häufige wirtschaftliche Aktivität, die im Distrikt praktiziert wird.